# Épigramme contre Staline
L’Épigramme contre Staline est une épigramme politique de seize vers écrits en 1933 par Ossip Mandelstam. Le texte accuse Joseph Staline et la Tchéka à travers une désobéissance civile. Il est considéré comme l’un des poèmes politiques russes parmi les plus mordants et les plus acerbes du XXe siècle. Cela a valu à son auteur d'être exilé et condamné aux travaux forcés, desquels il ne survivra pas.

## Situation
En novembre 1933, Ossip Mandelstam commence à écrire l’épigramme contre « le montagnard du Kremlin ». Pour l'écrire, il le compose d'abord à la voix, de tête, puis il livre cette épigramme à un cercle restreint de connaissances, vu les risques encourus par une grande diffusion. Avec comme exemple La Boétie qui, dès le XVIe siècle, a démontré l'efficacité du procédé avec le Discours de la servitude volontaire. « De nos jours, dit-il à Anna Akhmatova, les poèmes doivent être civiques. »
Sa femme, Nadejda Iakovlevna Mandelstam, s'inquiète pour Ossip Mandelstam : « Comme s’il avait su que lui-même n’aurait ni tombe ni requiem, qu’on l’enterrerait quelque part, dans l’anonymat d’une fosse commune en Extrême-Orient, près de Vladivostok. » En 1934, le poète confie à sa femme : « Je suis prêt à mourir. » Pour Serge Venturini, « il apparaît comme le poète politique du XXe siècle, même sans credo politique. Les vers de son épigramme de 1934 contre Staline […] manifestent un courage inouï dans une époque de Terreur massive où les vagues brisaient l’échine des autres vagues, selon Ossip lui-même ». Pour le poète et critique américain James Longenbach (en) dans son essai, Résistance à la poésie, écrit en 2004 : « En choisissant la forme de sa mort, écrit Nadejda Mandelstam à propos de la décision de son mari d'écrire un poème tournant Staline en dérision, M. misait sur une caractéristique de nos dirigeants : leur respect sans bornes, presque superstitieux pour la poésie. […] »
Le poème de Mandelstam contre « le montagnard du Kremlin » est, comme bien des poèmes, une simple collection de métaphores fantaisistes : des doigts comme des « gras vers de terre », des moustaches décrites comme des « énormes cafards ricanant sur sa lèvre supérieure ». Il fait écho à la perception qu'avait Nadejda Mandelstam de ce que son mari avait choisi la forme de sa mort en misant sur le respect de la culture russe pour la poésie. Ainsi, écrit Ossip Mandelstam, « la poésie est un pouvoir, car pour elle on vous tue. »

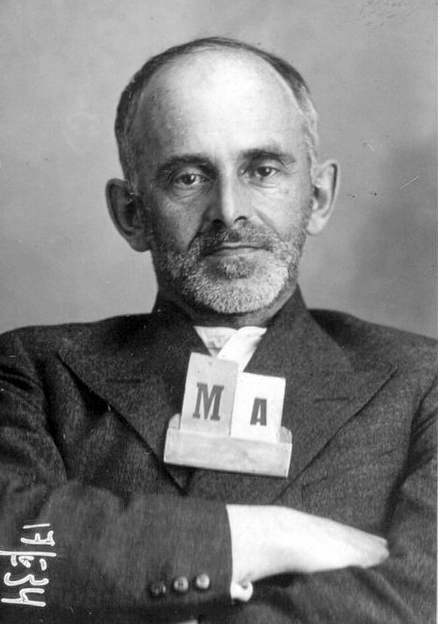
Ossip Mandelstam en 1934, après sa première arrestation. Fichier du NKVD.

## Condamnation
Ce poème n'est écrit que devant le juge d’instruction de la Loubianka, où « le poète coucha ces seize lignes sur une feuille à carreaux arrachée d’un cahier d’écolier. » Il a défendu « sa dignité d’homme, d’artiste et de contemporain, jusqu'au bout. » À la question de la femme de Victor Chklovski, Vassilissa : « Que faites-vous ? Pourquoi ? Vous serrez vous-même la corde autour de votre cou. » il répond qu'il ne peut pas faire autrement. Un jour, il croise Boris Pasternak et lui récite son poème. Effrayé, Pasternak répond : « Je n’ai rien entendu et vous n’avez rien récité. Vous savez, il se passe en ce moment des choses étranges, terribles, les gens disparaissent ; je crains que les murs aient des oreilles, il se pourrait que les pavés aussi puissent entendre et parler. Restons-en là : je n’ai rien entendu. » Quand Pasternak l’interrogea sur ce qui l’avait poussé à écrire ce poème, Mandelstam répondit qu’il ne détestait rien autant que le fascisme, sous toutes ses formes. C’est à la même époque qu’il gifle l’écrivain soviétique officiel Alexis Nikolaïevitch Tolstoï, en raison d’un différend, dans les locaux de la Maison d’édition des écrivains : « J’ai puni l’homme qui avait donné l’ordre de battre ma femme. »

Mandelstam est arrêté pour la première fois en 1934 pour cette épigramme. Il est exilé à Tcherdyne. Après une tentative de suicide en sautant d'une fenêtre de l'hôpital , la sentence est commuée en exil à Voronej, jusqu’en 1937. Dans son Carnet de Voronej (1935-1937), Ossip Mandelstam écrit : 

« Il pense en os et ressent avec ses sourcils
Et tente de reprendre forme humaine. »

Après trois ans d'exil, O. Mandelstam est arrêté pour activités contre-révolutionnaires en mai 1938, lors de la période des Grandes Purges, et condamné à cinq ans de travaux forcés. Après avoir subi les pires humiliations, il meurt de faim et de froid, du côté de Vladivostok, pendant le voyage qui le conduit dans un camp de transit aux portes de la Kolyma. Son corps est jeté dans une fosse commune.

## Le contenu de l'épigramme en langue russe
« Мы живём, под собою не чуя страны,

Наши речи за десять шагов не слышны,

А где хватит на полразговорца, —

Там припомнят кремлёвского горца.

Его толстые пальцы, как черви, жирны,

А слова, как пудовые гири, верны,

Тараканьи смеются усища,

И сияют его голенища.

А вокруг него сброд тонкошеих вождей,

Он играет услугами полулюдей.

Кто свистит, кто мяучит, кто хнычет,

Он один лишь бабачит и тычет.

Как подковы, кует за указом указ —

Кому в пах, кому в лоб, кому в бровь, кому в глаз.

Что ни казнь у него – то малина

И широкая грудь осетина. »

### Traduction en français
« Nous vivons sans sentir sous nos pieds le pays,

Nos paroles à dix pas ne sont même plus ouïes,

Et là où s’engage un début d’entretien, —

Là on se rappelle le montagnard du Kremlin.

Ses gros doigts sont gras comme des vers,

Ses mots comme des quintaux lourds sont précis.

Ses moustaches narguent comme des cafards,

Et tout le haut de ses bottes luit.

Une bande de chefs au cou grêle tourne autour de lui,

Et des services de ces ombres d’humains, il se réjouit.

L’un siffle, l’autre miaule, un autre gémit,

Il n’y a que lui qui désigne et punit.

Or, de décret en décret, comme des fers, il forge —

À qui au ventre, au front, à qui à l’œil, au sourcil.

Pour lui, ce qui n’est pas une exécution, est une fête.

Ainsi comme elle est large la poitrine de l’Ossète. »
— Traduction d'Élisabeth Mouradian et Serge Venturini

## Nadejda Mandelstam
Quand Ossip Mandelstam est arrêté en 1934, le juge d'instruction autorise sa femme Nadejda à avoir un entretien avec lui dans les locaux de la police secrète. Mandelstam lui apprend que le juge avait entre les mains la première version du poème avec l'expression mangeur d'homme dans le quatrième vers : 

« On n'entend que le montagnard du Kremlin

L'assassin et le mangeur d'homme. »

— Traduit du russe.
Le juge qualifie Nadejda de complice d'un document contre-révolutionnaire mais ne la poursuit pas pour ne pas faire d'histoire. Le criminel allait simplement être assigné à résidence à Tcherdyne et Nadejda pourrait l'accompagner. Il fait allusion au fait que la clémence venait de haut.
Nadejda Mandelstam écrit que « les premières personnes qui entendirent le poème sur Staline furent horrifiées et supplièrent Mandelstam de l'oublier.» 
Elle a enregistré aussi parmi ses contemporains trois opinions différentes à propos du poème sur Staline et les cite dans ses mémoires intitulés Contre tout espoir :
- Boris Kouzine, biologiste, ami proche du couple depuis le Voyage en Arménie de 1933 « considérait que Mandelstam n'aurait pas dû l'écrire puisque dans l'ensemble, il avait été favorable à la Révolution. » Si on accepte la Révolution il faut accepter son chef sans se plaindre selon Kouzine[12] ;
- Ilya Ehrenbourg n'aimait pas ce poème et le qualifie de petite poésie peu représentative de Mandelstam. Mais pour Nadejda Madelstam ce poème « fut un geste, un acte. Il découle logiquement de la vie et de l'œuvre tout entière de Mandelstam » et « Je pense qu'il ne pouvait pas quitter cette vie sans laisser un témoignage notoire de ce qui s'était passé sous nos yeux » ;
- Boris Pasternak « se montra également hostile à l'égard de ce poème et il m'accabla de reproches à son propos.<...> Le seul dont je me souvienne, c'est : comment a-t-il pu écrire ce poème lui qui est Juif? Je n'ai pas compris cette façon de penser jusqu'à présent. » Quand Nadejda Mandelstam demande à Pasternak de lui indiquer ce que concrètement un Juif n'aurait pas dû dire il refusa avec horreur [13].

Nadejda Mandelstam, dans ses mémoires, considère que « Mandelstam a fermement conduit sa vie vers la fin qui l'attendait, vers la forme de mort qui était la plus répandue chez nous : avec la foule et le troupeau » . Comme personne n'écoutait Maïakovski quand il parlait de suicide , personne non plus n'écoutait Mandelstam quand il parlait de cette sorte de mort. Quelles sont les motifs qui ont incité Mandelstam à écrire ce poème ? Selon Nadejda Mandelstam, le principal était celui de ne pas pouvoir se taire devant ce qui se passait. Les marques de la collectivisation forcée en Ukraine et au Kouban, les famines apparaissent alors que le couple des Mandelstam vit en Crimée. Dans la première version du poème, Staline est pour cette raison qualifié d'assassin et de mangeur d'homme . Le second motif est que Mandelstam avait déjà conscience d'être condamné et qu'il était trop tard pour se cacher. « C'était un homme actif et il a préféré la destruction rapide » : mourir sous les coups des organes de la répression et non sous les coups des organisations d'écrivains . Il utilisait ainsi une remarquable particularité des dirigeants : « leur respect incommensurable, presque superstitieux, pour la poésie ». « On tue même pour elle. Cela n'existe nulle part ailleurs » .
Quant à elle, elle estime :
« Une seule chose est claire pour moi : les vers de Mandelstam ont devancé leur époque. Au moment de leur apparition, le terrain n'était pas encore prêt. Le régime recrutait encore des partisans, et on entendait des voix sincères de supporters qui croyaient avoir l'avenir pour eux et pensaient que le règne millénaire serait éternel ».

## Postérité
Dans ces huit distiques, Mandelstam insère, en acméiste, une valeur spécifique dans un cadre qui le dépasse. Selon Akhmatova, témoin de cette affaire, « les temps étaient apocalyptiques. Le malheur nous suivait à la trace. Les Mandelstam étaient sans argent. Ils n’avaient nulle part où habiter. Ossip respirait difficilement, happait l’air de ses lèvres. C’était comme dans un cauchemar. Quelqu’un, arrivé après moi, dit que le père d’Ossip Émiliévitch n’avait plus aucun vêtement chaud. Ossip enleva le chandail qu’il portait sous son veston et le donna pour qu’on le remette à son père. Mon fils m’a dit qu’au moment de l’instruction de son affaire, on lui avait lu la déposition d’Ossip Émiliévitch et qu’elle était irréprochable ? Combien de nos contemporains pourraient en dire autant d’eux-mêmes ? »
L’affaire Mandelstam s’achève au tournant du siècle. Jusqu’en 1987, sous la perestroïka, Mandelstam était encore considéré comme un criminel. Avec la chute de l’URSS, la poésie de Mandelstam est sortie du samizdat, soit près de soixante-dix ans après l’écriture de l’épigramme. Pour Michel Aucouturier, préfacier du livre de souvenirs de Nadejda : Contre tout espoir, il s'agit d'« un crime que l'on veut faire oublier. » « Il est vrai, nous ne pouvons lire ce poème aujourd'hui sans penser qu’il a coûté la vie à Mandelstam. Ce seul fait confère une valeur exceptionnelle à ces seize vers porteurs de mort. »

### Principales sources utilisées
- Vitali Chentalinski, La Parole ressuscitée dans les archives du K.G.B., Paris, Robert Laffont, 1993  (ISBN 9-782221-073131), chapitre 10 (« La rue de la liberté. Le dossier d’Ossip Mandelstam »), p. 254-291

1. ↑  p. 257
2. ↑  p. 263
3. ↑  p. 287

- Ralph Dutli, Mandelstam, Mon temps, mon fauve : une biographie (trad. de l’allemand par Marion Graf), La Dogana, coll. « Le Bruit du temps », 2012  (ISBN 9-782358-730372) – Biographie de référence

1. ↑  p. 406
2. ↑  p. 409
3. ↑  p. 407

- Nikita Struve (ru), Ossip Mandelstam, Paris, Institut des études slaves (thèse), 1982  (ISBN 2-7204-0176-5)

1. ↑  Chronologie, p. 273
2. 1 2  p. 74
3. ↑  p. 276

- Serge Venturini, Éclats d’une poétique de l’approche de l’inconnaissable, Paris, L'Harmattan, coll. « Poètes des cinq continents », 2013  (ISBN 978-2-343-00522-5), livre VI

1. 1 2  p. 103-104

### Autres sources et notes
1. ↑  « Dans le monde libre, la licence a souvent été indifférence. Quel potentat de la Maison-Blanche s'apercevrait, a fortiori s'inquiéterait d'une épigramme de Mandelstam ? » George Steiner, Poétique de la pensée, NRF essais, éd. Gallimard, Paris 2011, p. 131. (Il poursuit sans évoquer le totalitarisme, mais ajoute : « Il arrive que l'orthodoxie et l'absolutisme ne redoutent rien tant qu'une épigramme […] » p. 175).
2. ↑  « Soyez donc résolus à ne plus servir et vous serez libres. »
3. ↑  James Longenbach, Résistance à la poésie, traduit de l'anglais par Claire Vajou, éd. de Corlevour, Nunc, février 2013,  (ISBN 9782915831757), p. 13.
4. ↑  Selon les souvenirs d’Olga Ivinskaïa, dernière compagne de Pasternak.
5. ↑  Nadejda Mandelstam 2012 p.75.
6. ↑  Colin Thubron (trad. de l'anglais par K. Holmes), En Sibérie, Paris, Gallimard, 2012 (1re éd. 1999), 471 p. (ISBN 978-2-07-044616-2), p. 458
7. ↑  C'est la « framboise », malina en langue russe, dans le jargon des bandits russes. Un vrai régal, une fête, donc. D'après le dictionnaire russe :  Сборник электронных толковых словарей - СЛОВОРУС : « 3) перен. разг. Что-л. приятное, доставляющее удовольствие. 2. ж. разг.-сниж. 1) Банда, шайка преступных элементов. 2) Место, где собираются члены такой банды, шайки; воровской притон. » Cf. la page du dictionnaire :  Quand Staline, avec son légendaire gros doigt, ne désignait pas quelqu'un, un jour sans aucune exécution, c'était « framboise », une fête, et aussi un témoignage de sa bonté, de sa générosité et même de sa bonne humeur. Mandelstam semble ici s'amuser avec l'ambiguïté du « Pour lui ». En effet, est-ce le « régal » de l'accusé ou bien de l'accusateur ? Pour les deux, c'est « la cerise sur le gâteau ».
8. ↑  On pourrait aussi traduire par : « Ainsi comme il est large le poitrail de l'Ossète. Robert Service précise que : Le dernier vers se faisait l'écho d'une rumeur - non vérifiée - selon laquelle Staline était d'origine ossète. « Staline », 2004, p. 33. »
9. ↑  En russe : «Только слышно кремлевского горца, / Душегуба и мужикоборца».
10. ↑  Nadejda Mandelstam 2012 p.41.
11. 1 2  Nadejda Mandelstam 2012 p.200.
12. ↑  Nadejda Mandelstam 2012 p.201.
13. ↑  Nadejda Mandelstam 2012 p.202.
14. ↑  Nadejda Mandelstam 2012 p.197.
15. ↑  Nadejda Mandelstam 2012 p.198.
16. ↑  Nadejda Mandelstam 2012 p.199.
17. ↑  Nadejda Mandelstam 2012 p.203.
18. ↑  Contre tout espoir de Nadejda Mandelstam, préface, éd. Gallimard, coll. Témoins, tome I, p. XIV, 1972.